# Santa Clara (El Salvador)
Santa Clara é um município localizado no departamento de San Vicente, em El Salvador.